# Ignis Brunensis

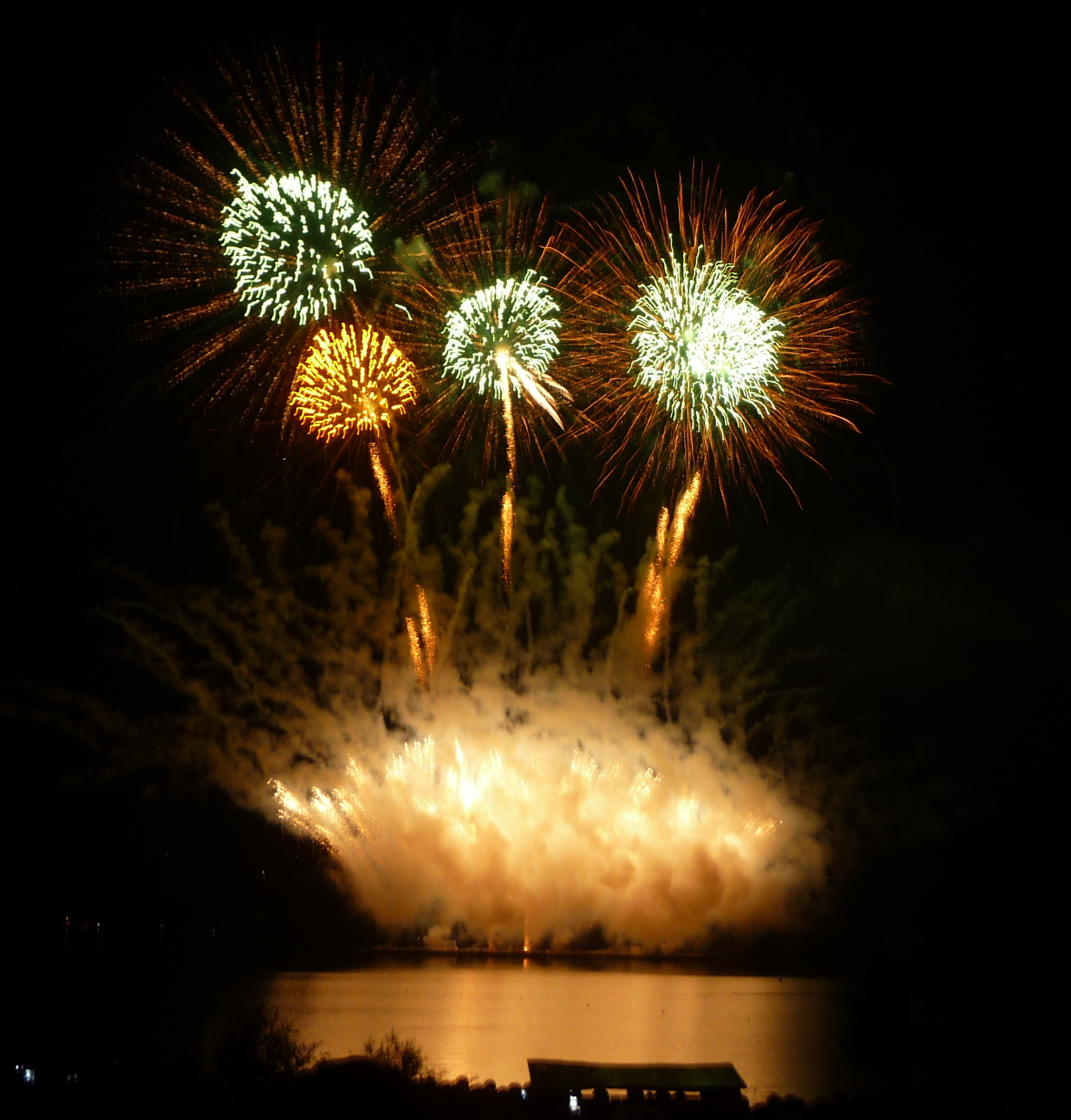
Ignis Brunensis im Jahr 2012

Ignis Brunensis ist ein seit 1998 stattfindendes Festival des Feuerwerkes, das jährlich im Spätfrühling in Brünn (Tschechien) stattfindet. Seit dem Jahr 2003 ist die Veranstaltung als internationaler Wettbewerb konzipiert. Der lateinische Name Ignis Brunensis bedeutet so viel wie Brünner Feuer.
Im Jahr 2017 fand das Festival vom 26. Mai bis zum 24. Juni zum zwanzigsten Mal statt. An sieben Abenden veranstalteten Pyrotechnikerteams aus China, Deutschland, Österreich, Schweiz, Spanien und der Tschechischen Republik jeweils ca. 30-minütige Feuershows. Jedes der Feuerwerke wurde von weit mehr als hunderttausend Zuschauern beobachtet.